# سفارة فرنسا في السويد
سفارة فرنسا في السويد هي أرفع تمثيل دبلوماسي لدولة فرنسا لدى السويد. تقع السفارة في ستوكهولم وهي تهدف لتعزيز المصالح الفرنسية في السويد.

## وصلات خارجية
- الموقع الرسمي
- قائمة سفارات فرنسا
- قائمة السفارات في السويد

 هل من مساااعد هنا 
هل من كفو يساعدني
هل من غني بكلامو
كيف يمكنني ان اقدم شكوى على حدا عايش بفرنسا